# Speicherstadt Münster

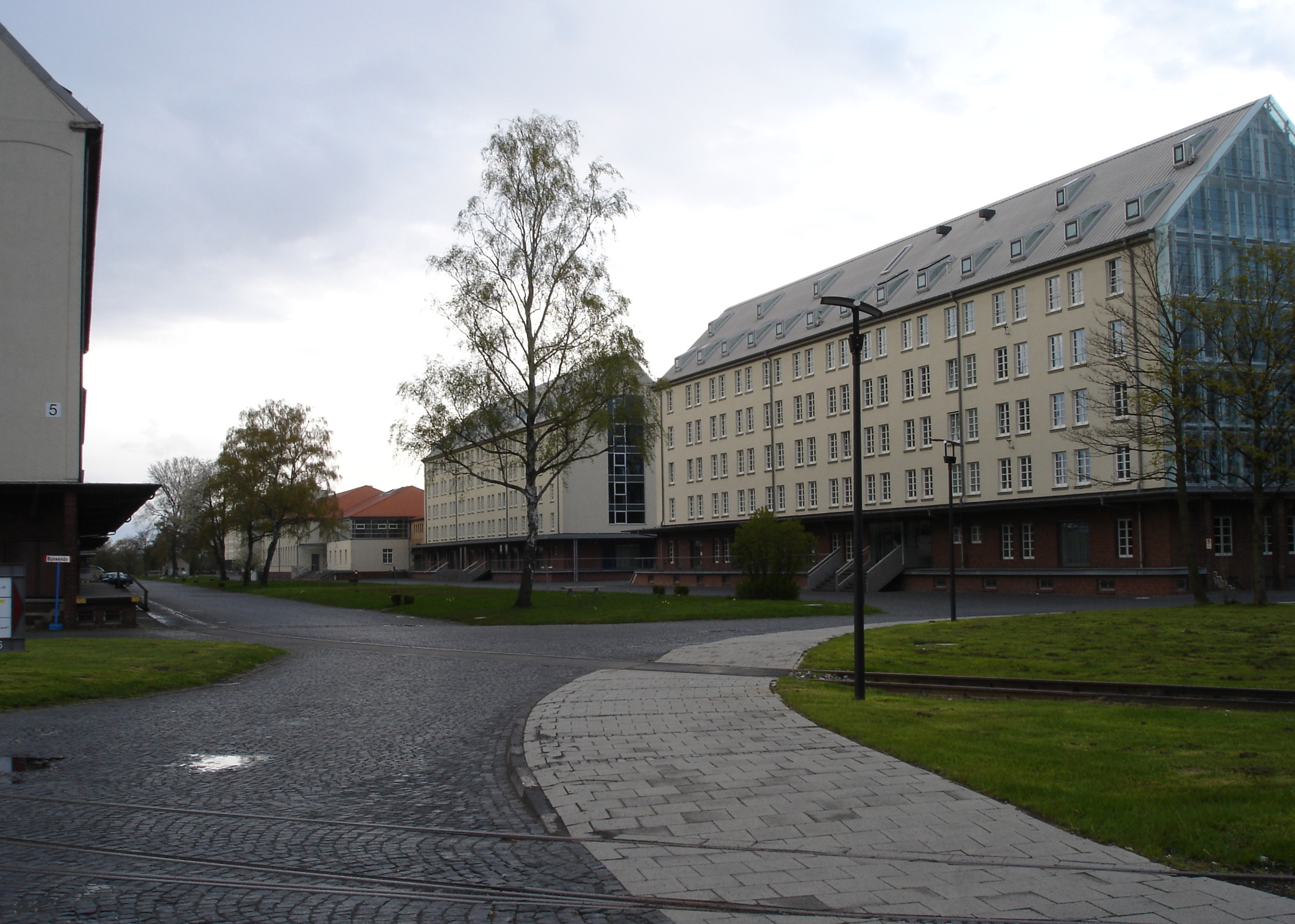
Panorama der Speicherstadt in Richtung Norden.

Die Speicherstadt Münster ist ein modernes Büro- und Kommunikationszentrum auf einer Fläche von 11,5 ha in einer alten militärischen Speicherstadt im münsterschen Stadtteil Coerde. Die Umwandlung begann nach dem Ende der militärischen Nutzung Mitte der 1990er-Jahre. Mittlerweile sind namhafte Unternehmen wie der Internetbuchhändler thalia.de in der Speicherstadt ansässig. Auch die Redaktion der Kulturzeitschrift Westfalenspiegel und der Ardey-Verlag haben hier ihren Sitz.

## Geschichte

### Militärische Nutzung

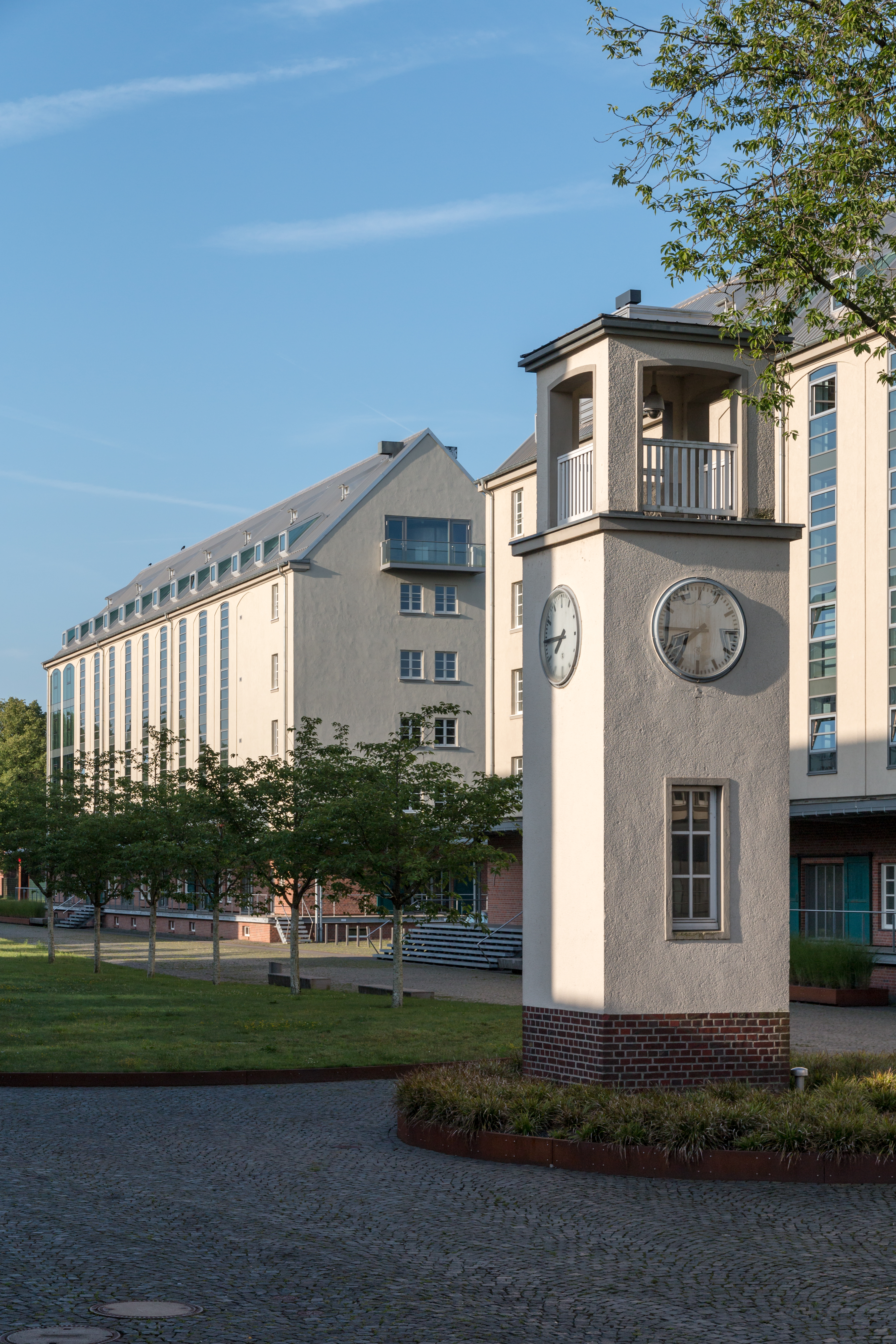
Alter Turm im Zentrum der Speicherstadt.

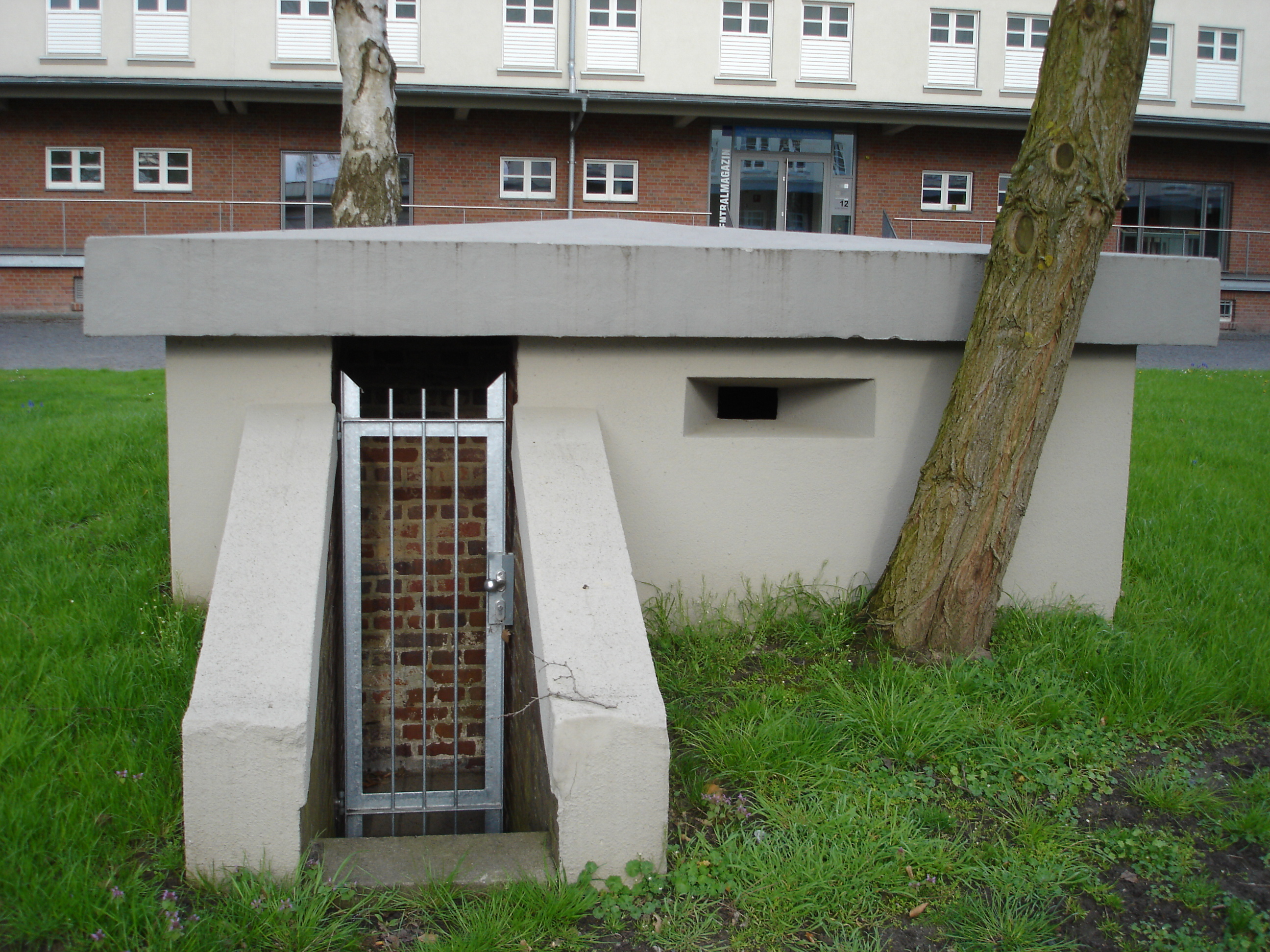
Eingang zu einem alten Bunker

Die Geschichte der Speicherstadt in Münsters Norden beginnt im Jahre 1936. Im Rahmen der Kriegsvorbereitungen für den Zweiten Weltkrieg suchte die Heeresstandortverwaltung einen Standort für ein neues Heeresverpflegungsamt, das für die Verpflegungsproduktion und die logistische Planung für die in Norddeutschland stationierten Garnisonen zuständig war. Die Wahl fiel seinerzeit auf ein großes, verkehrstechnisch günstig gelegenes Gelände zwischen Coerde und Kinderhaus. Es befindet sich nur unwesentlich nördlich des heutigen Bahnhofs „Münster Zentrum-Nord“ und dem etwa 5 km weiter südlich liegenden Hauptbahnhof. Durch erstgenannten war eine direkte Anbindung an die Bahnstrecken Münster – Rheine – Emden sowie Münster – Gronau gegeben.
Im Jahre 1939 wurde die Speicherstadt als Heeresverpflegungshauptamt nach nur dreijähriger Bauzeit fertiggestellt. Zentraler Bestandteil waren sieben Bodenspeicher und zwei Zellenspeicher für Getreide, jeder mit einer Höhe von fünf Stockwerken. Sie erstrecken sich auch heute noch auf einer Länge von fast 600 m. Ein intelligentes Förder- und Klappensystem garantierte den vertikalen und horizontalen Transport in den Speichern.
Teil der Speicherstadt war auch eine eigene Heeresbäckerei, die bis zu 30.000 Brote pro Tag herstellte. Entsprechend war ein großer logistischer Aufwand von Mensch und Material notwendig. Es entstand eine eigene Stadt mit Casinogebäuden, Werkstätten, Garagen, Verwaltungsgebäuden, Schlafstätten und anderen Gebäuden um die Speicher herum.
Nachdem die britische Rheinarmee in Münster eingerückt war, nutzte sie das ca. 21 Hektar große Gelände nördlich des Holtmannsweges für fast 40 Jahre als Proviantamt für die Winterbourne-Barracks. Erst im Jahre 1994 verließen die Briten die Speicherstadt.

### Umbau und zivile Nutzung
Nach vier Jahren Leerstand begann erst 1998 die zivile Nutzung des Areals, als die WLV – eine 100%ige Tochtergesellschaft des Landschaftsverbandes Westfalen-Lippe (LWL) – das Gelände mit den leer stehenden kompakten Speichergebäuden vom damaligen Bundesvermögensamt erwarb, um dort ihren zentralen Betriebsstützpunkt für die WestBahn zu errichten. Zu diesem Zeitpunkt wurde das gesamte Gebäudeensemble einschließlich der Außenanlagen unter Denkmalschutz gestellt. Nachdem der Bahnstandort nicht hatte verwirklicht werden können, musste eine andere Nutzung für die Gebäude gefunden werden. Dabei zeigte sich, dass die Bodenspeicher und die Bäckerei baulich sowohl für Bürozwecke als auch zur Magazinnutzungen und zum Seminarbetrieb geeignet waren.
Beim ersten Umbau im Jahr 2000 machte sich die WLV die ehemalige Nutzung der Bodenspeicher zur Trocknung zu eigen und entwickelte eine „Low-Tech-Klimaregulierung“ zur Archivierung von Grundakten im Magazingebäude des Staatsarchives (An den Speichern 14), die ein konstantes Raumklima nur über den geregelten Luftaustausch bzw. die feuchtegesteuerte Erwärmung der Raumluft ermöglichte. Nach dem Umbau eines Bodenspeichers zu Büroflächen (An den Speichern 6), konnten mit diesen beispielhaften Flächen ab 2001 weitere Mietinteressenten gewonnen werden. Gefolgt von dem Umbau eines weiteren Bodenspeichers für die Stadtteilwerkstatt und Archivflächen u. a. für die Archäologie der Stadt Münster, konnte 2003 die Restaurierungswerkstatt der LWL-Archäologie (An den Speichern 12) eröffnet werden. Auch der 2003 umgebaute Speicher des Stadtarchivs der Stadt Münster (An den Speichern 8) und das 2006 eingeweihte technische Zentrum des Landesarchivs NRW (An den Speichern 11) nutzen die Low-Tech-Klimaregulierung. In das Gebäude der ehemaligen Heeresbäckerei zogen das kommunale Studieninstitut Westfalen-Lippe und ein Gastronomie- und Cateringunternehmen ein. Nach dem Umbau des letzten verbleibenden Bodenspeichers für das Land NRW (An den Speichern 9, 2006) wurden die letzten beiden Gebäude, die Zellen- bzw. Silospeicher, für die Verwaltung der LWL-Archäologie für Westfalen bzw. das Zentrum für schulpraktische Lehrerausbildung Münster umgebaut und in den Jahren 2008 und 2011 übergeben.
Nach dem Umbau und der Sanierung des letzten Gebäudes befinden sich etwa 550 Arbeitsplätze in der Speicherstadt. Zusätzlich besuchen rd. 2.500 Personen wöchentlich die Institutionen und die Veranstaltungsräume der Speicherstadt. Die umgebaute Gesamtfläche beträgt rd. 50.000 m² Brutto-Grundfläche.
Nach der baulichen Fertigstellung wurden in den letzten Jahren die Außenanlagen der denkmalgeschützten Speicher im Rahmen eines Wettbewerbes überplant und der Entwurf des ersten Preisträgers scape Landschaftsarchitekten, Düsseldorf umgesetzt.

## Fotogalerie

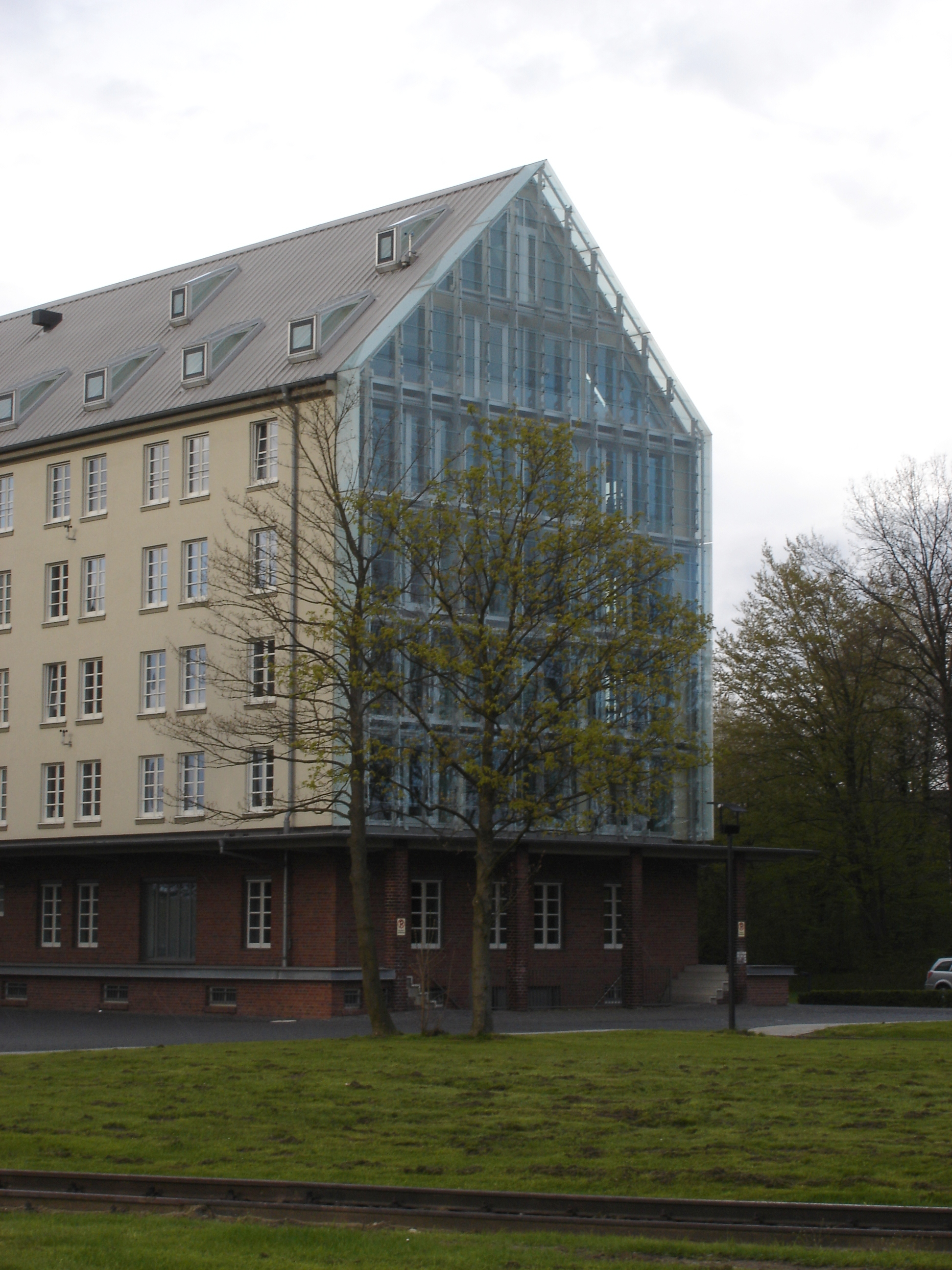
Südfassade von „An den Speichern 6“
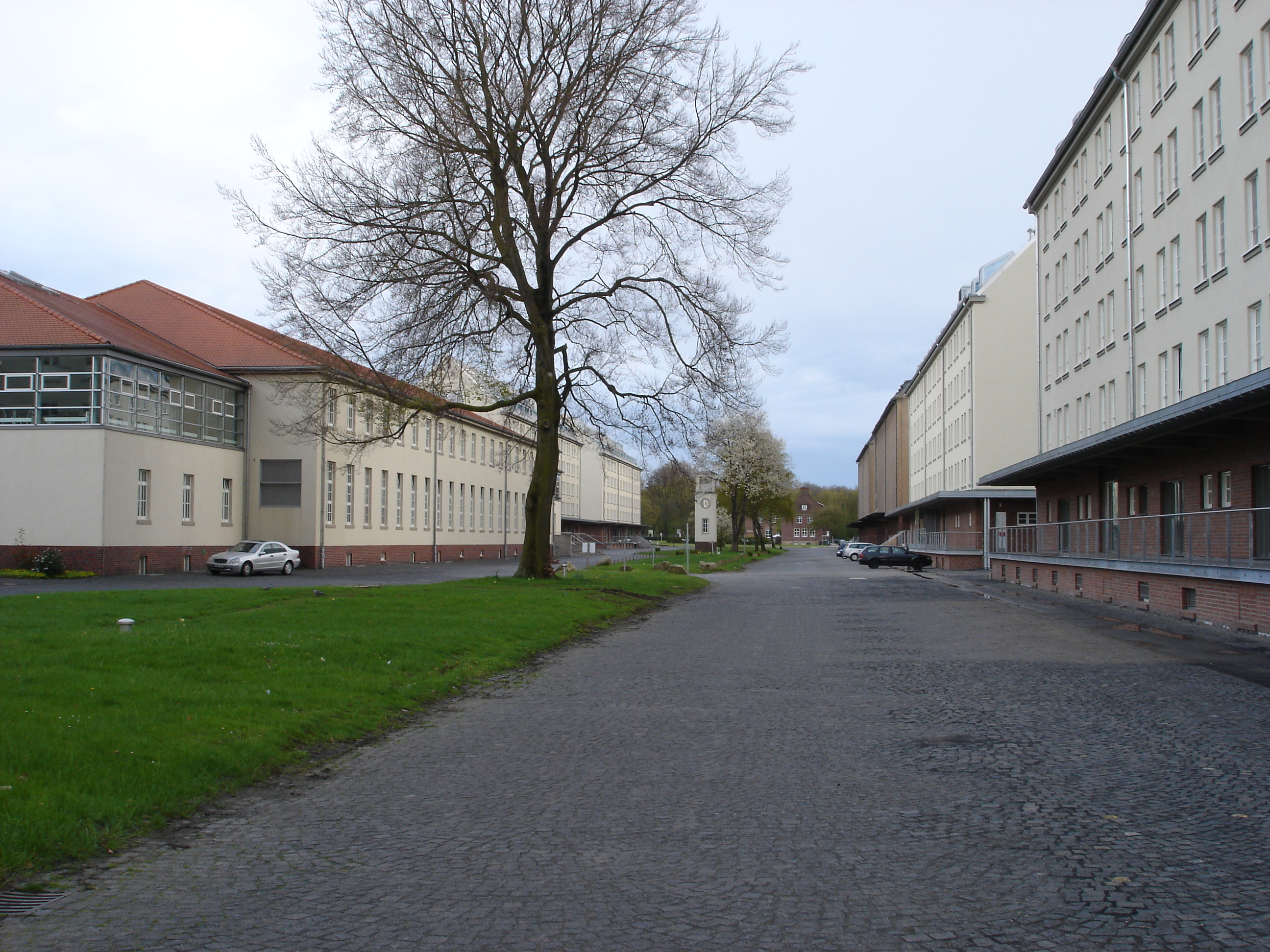
Panorama in Richtung Süden
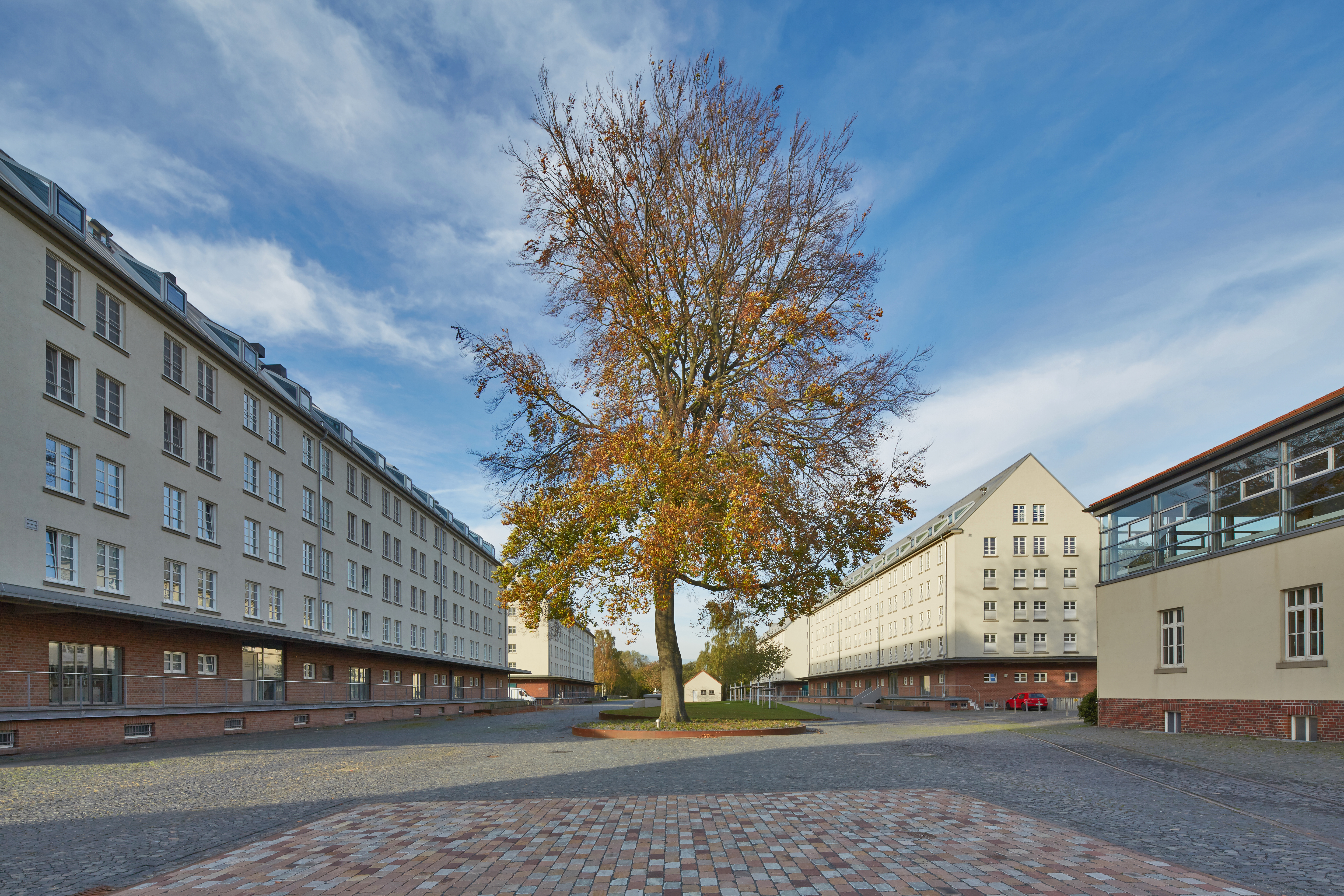
Panorama in andere Richtung
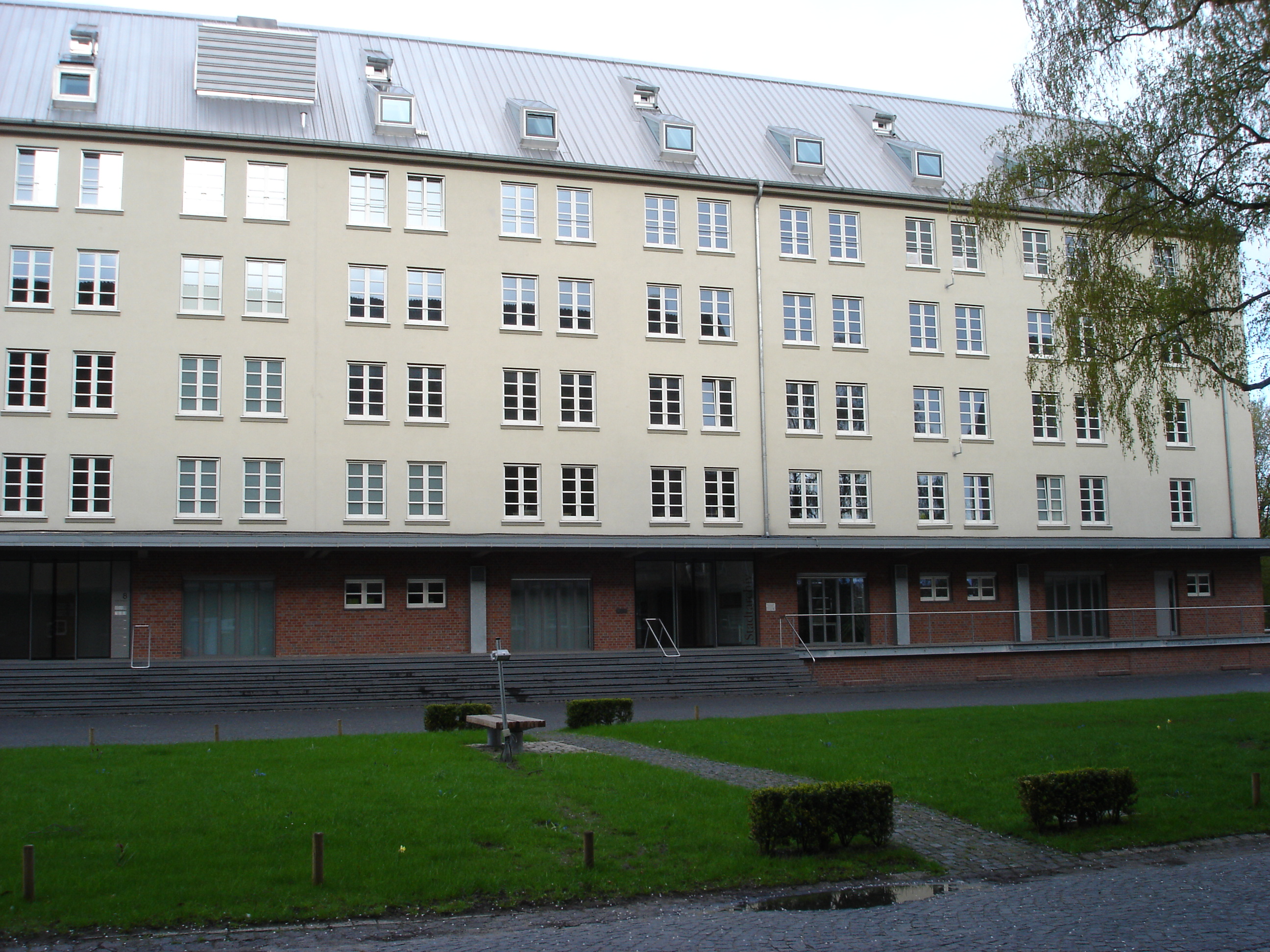
Hauptgebäude des Stadtarchivs („An den Speichern 8“)
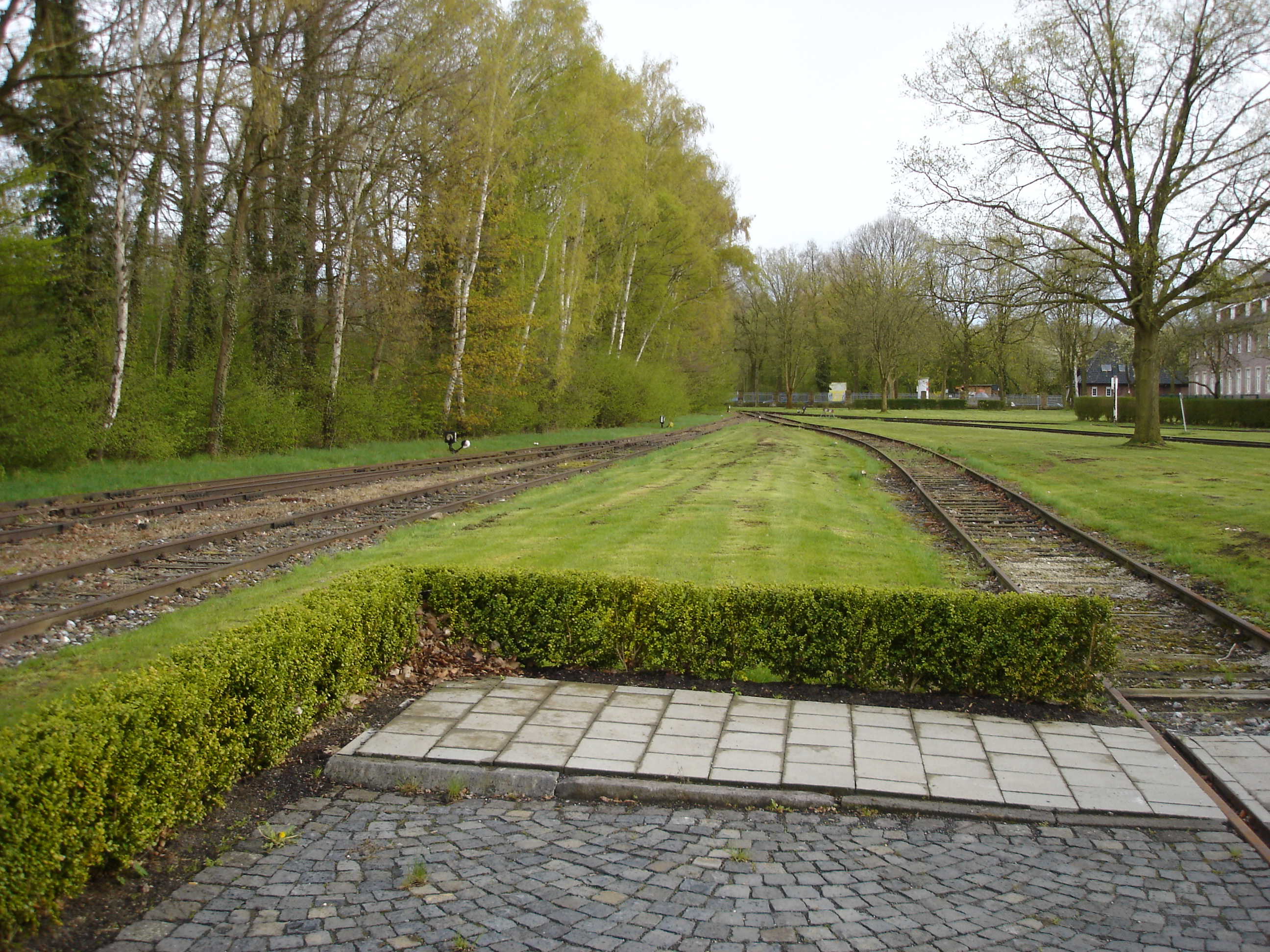
Ehemalige Zugeinfahrt
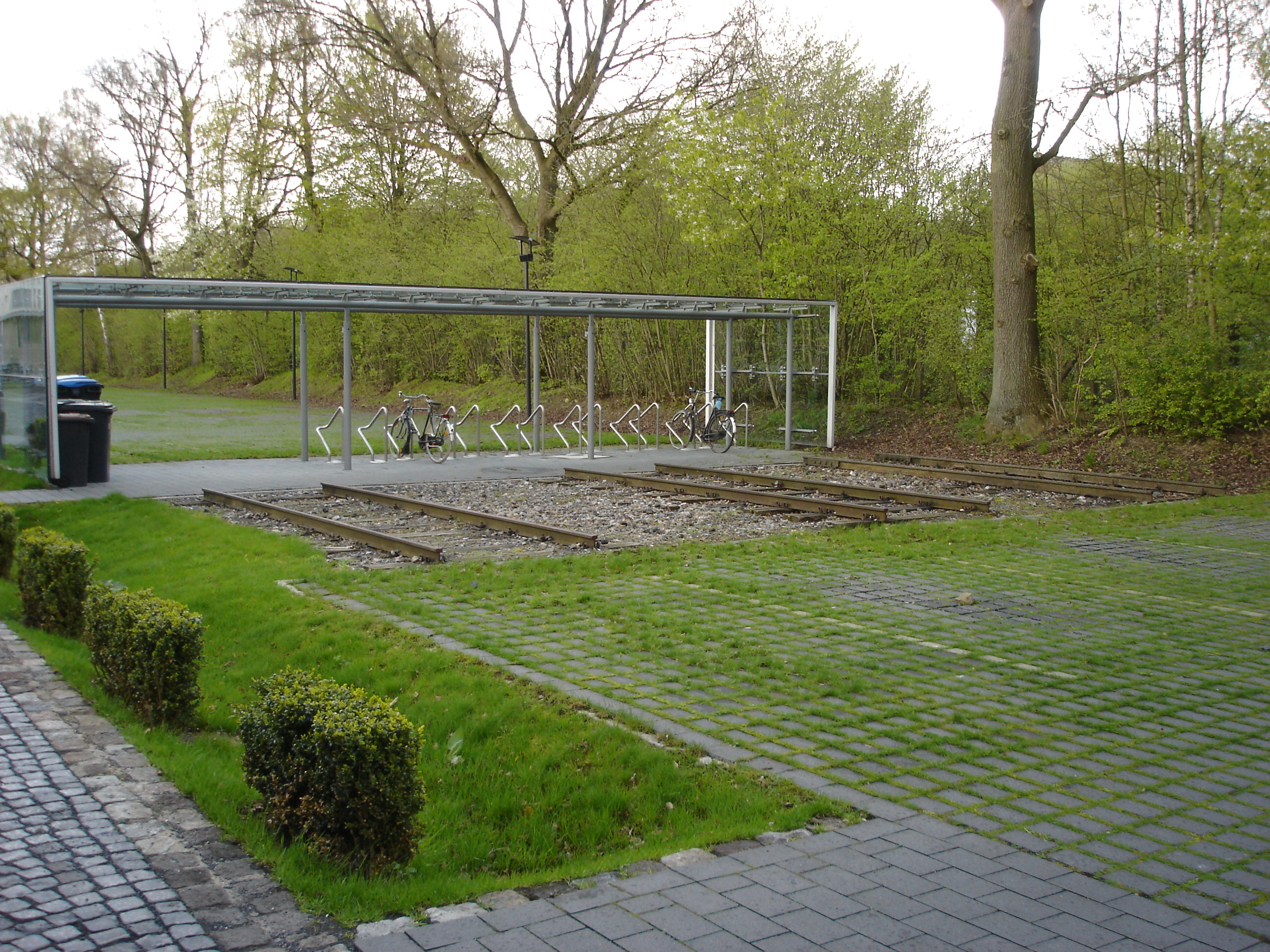
Ehemalige Rangiergleise, jetzt Park- und Fahrradstellplätze
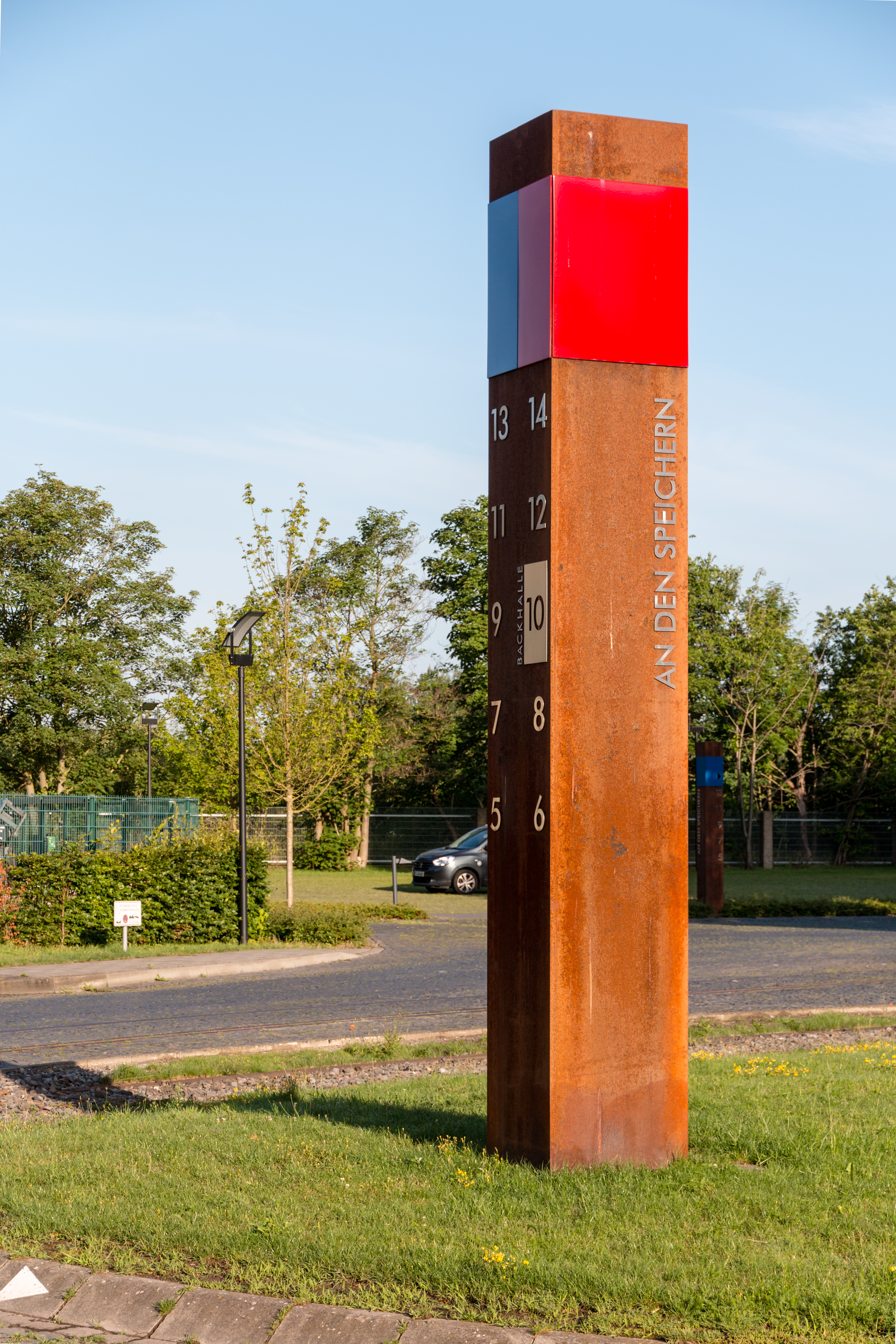
Informationstafel
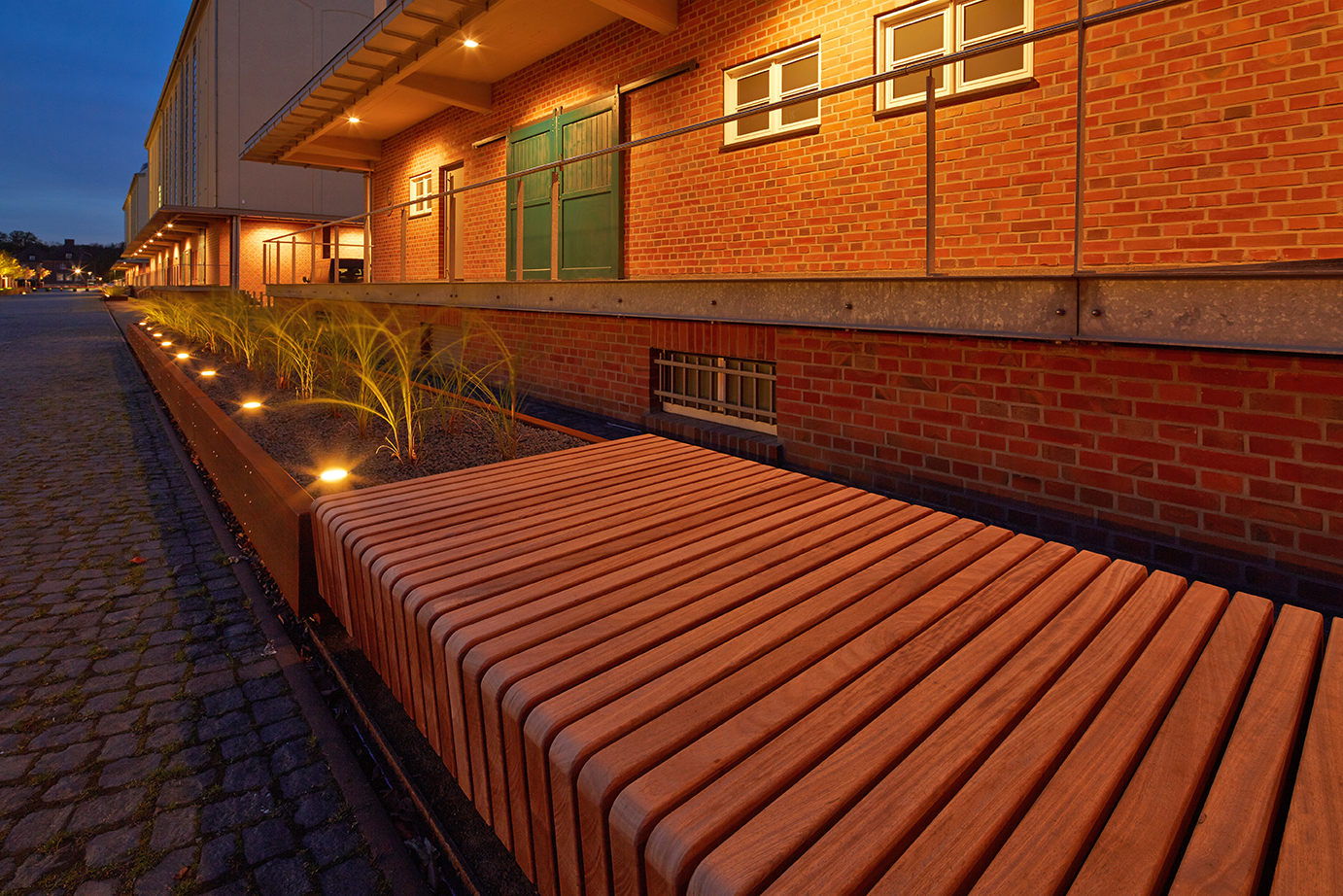
Impression bei Nacht
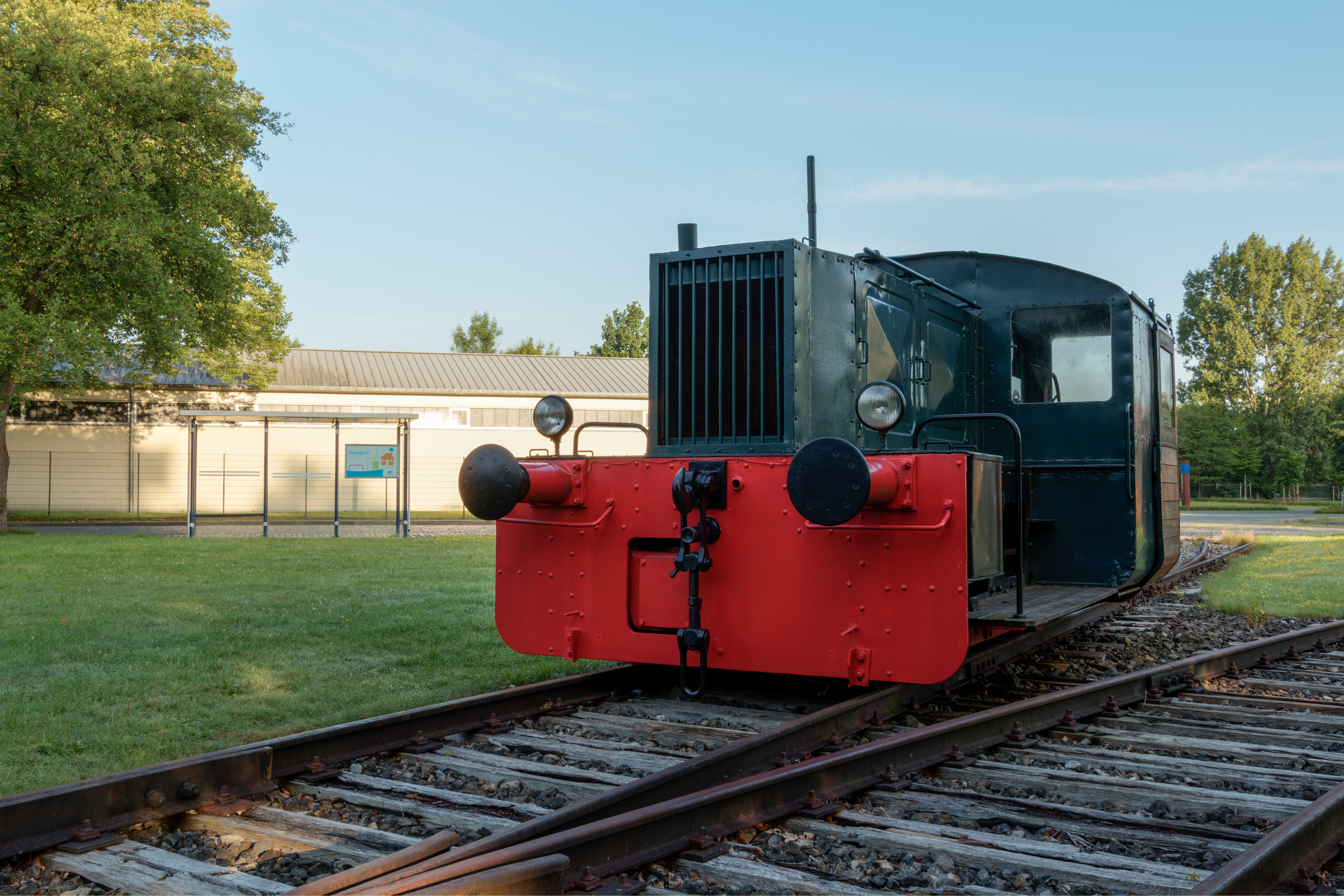
Lokomotive „KÖF LG II 1944“